# Salinensee
Der Salinensee ist ein See in Bad Dürrheim. Er teilt sich in den nordöstlichen Kleinen Salinensee und den südwestlichen Großen Salinensee.

## Beschreibung
Der See hat eine Gesamtfläche von 3,3 ha, eine Gesamtlänge auf der Seelinie von etwa 0,5 km sowie ein Einzugsgebiet von etwa 6,1 km². Er wurde 1838 durch Aufstauung der Stillen Musel künstlich angelegt, die beide Seeteile von Nordosten nach Südwesten durchfließt und die am Einfluss in den Kleinen Salinensee erst etwa 3,4 km lang ist. Der Große Salinensee hat eine verzweigte östliche Bucht, die nur eine schmale Verbindung zum Hauptteil hat. 

## Nutzung

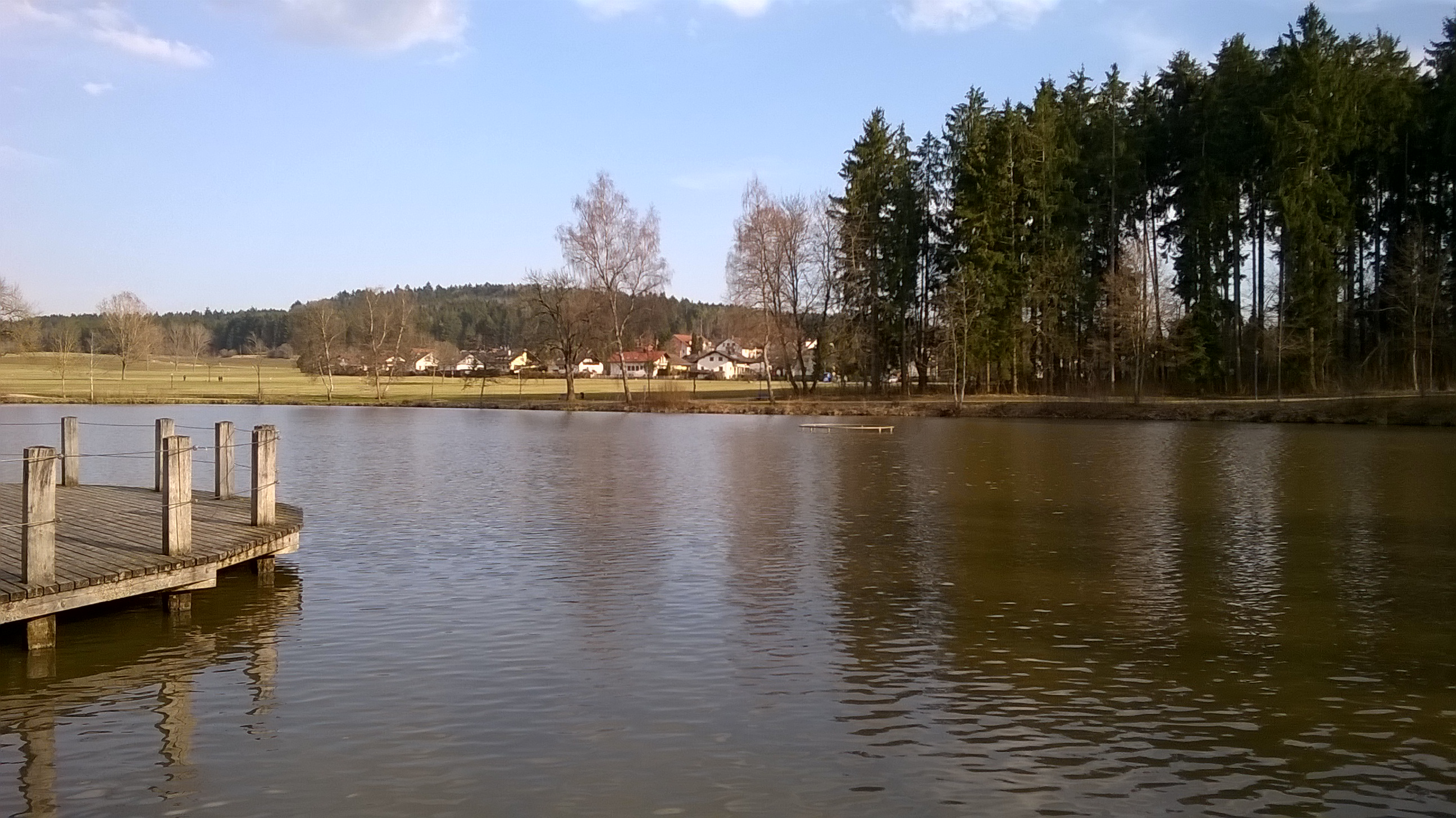
Salinensee

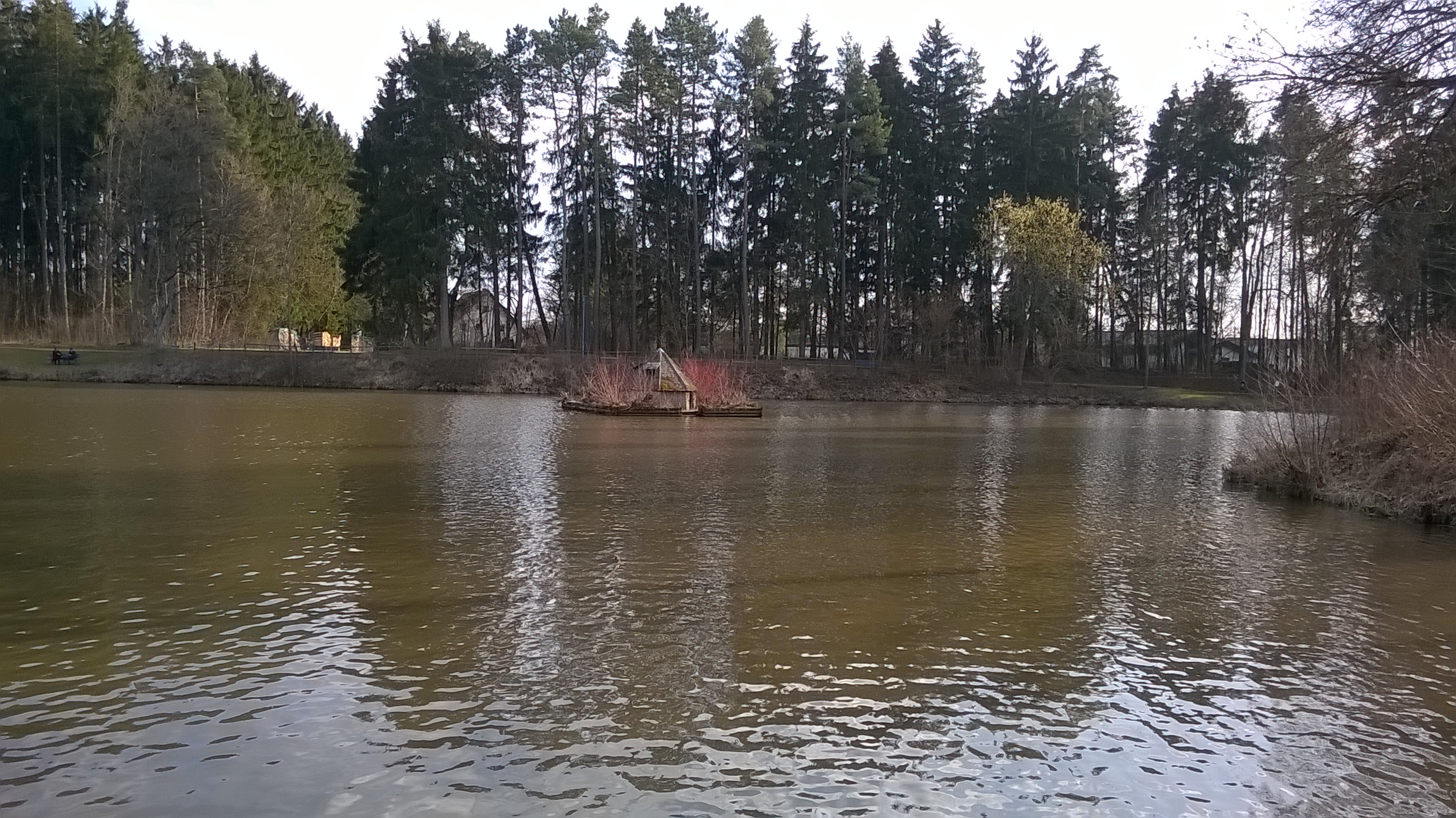
Salinensee

Der See diente ursprünglich der Bad Dürrheimer Saline, anschließend war er Löschwasserreservoir und von 1928 bis 1960 Strandbad. Seit 1989 ist er auch ein Hochwasserrückhaltebecken, das hinter seinem 6 m hohen Erddamm bis zu 60.000 m² Wasser zusätzlich zum Dauereinstau zurückhalten kann.
Der Salinensee liegt inmitten eines beliebten Naherholungsgebietes der Kurstadt Bad Dürrheim. Am Nordwestufer befindet sich eine Seebühne, auf der u. a. Theateraufführungen stattfinden.